# Рахат (Жамбылская область)
Раха́т (каз. Рахат) — село в Жамбылском районе Жамбылской области Казахстана, входит в состав Асинского сельского округа. Код КАТО — 314030500.

## Население
В 1999 году население села составляло 348 человек (192 мужчины и 156 женщин). По данным переписи 2009 года, в селе проживало 408 человек (209 мужчин и 199 женщин).